# Scrapper
Scrapper is een Britse komische dramafilm uit 2023, geschreven en geregisseerd door Charlotte Regan in haar speelfilmdebuut.

## Verhaal
Georgie woont alleen sinds haar moeder Vicky stierf. Ze steelt fietsen om eten te betalen en doet bij de sociale dienst alsof ze bij haar oom woont. Alleen haar beste en enige vriend, Ali, kent de waarheid. Georgie gelooft dat ze zich een weg baant door de stadia van rouw, maar Ali, die opmerkt dat ze weigert haar huis op welke manier dan ook te laten veranderen ten opzichte van hoe haar moeder het achterliet, zegt van niet. Georgie troost zichzelf door een video te bekijken die ze op haar telefoon heeft opgenomen, waarin zij en haar moeder samen spelen. Op een dag staat Jason voor de deur, haar vader die ze nooit gekend heeft.

## Rolverdeling
| Acteur           | Personage        |
| ---------------- | ---------------- |
| Lola Campbell    | Georgie          |
| Alin Uzun        | Ali              |
| Harris Dickinson | Jason            |
| Cary Crankson    | Mr. Barrowclough |
| Carys Bowkett    | Emily            |
| Ambreen Razia    | Zeph             |

## Release
Scrapper ging op 22 januari 2023 in première op het Sundance Film Festival en won de Grand Jury Prize in de World Cinema Dramatic Competition. De film kreeg overwegend positieve kritieken van de filmcritici, met een score van 94% op Rotten Tomatoes, gebaseerd op 109 beoordelingen.

## Prijzen en nominaties
De belangrijkste:
| Jaar | Prijs                       | Categorie                                          | Genomineerde(n)                                    | Uitslag       |
| ---- | --------------------------- | -------------------------------------------------- | -------------------------------------------------- | ------------- |
| 2024 | British Academy Film Awards | Uitzonderlijke Britse film                         | Uitzonderlijke Britse film                         | Genomineerd   |
| 2024 | Satellite Awards            | Beste komische of muzikale film                    | Beste komische of muzikale film                    | In afwachting |
| 2023 | Europese filmprijzen        | European Young Audience Award                      | European Young Audience Award                      | Gewonnen      |
| 2023 | Sundance Film Festival      | Grand Jury Prize World Cinema Dramatic Competition | Grand Jury Prize World Cinema Dramatic Competition | Gewonnen      |